# Ynez Seabury
Ynez Seabury (26 de junio de 1907 - 11 de abril de 1973) fue una actriz estadounidense que actuó en el cine mudo y sonoro. Comenzó su carrera como actriz infantil, haciendo su debut en pantalla en The Miser's Heart (1911) de D. W. Griffith. Luego apareció en Broadway y ocasionalmente en películas durante el primer cine sonoro. Su última aparición en un largometraje acreditada fue en Policía Montada del Canadá (1940), de Cecil B. DeMille.

## Biografía

### Primeros años de vida

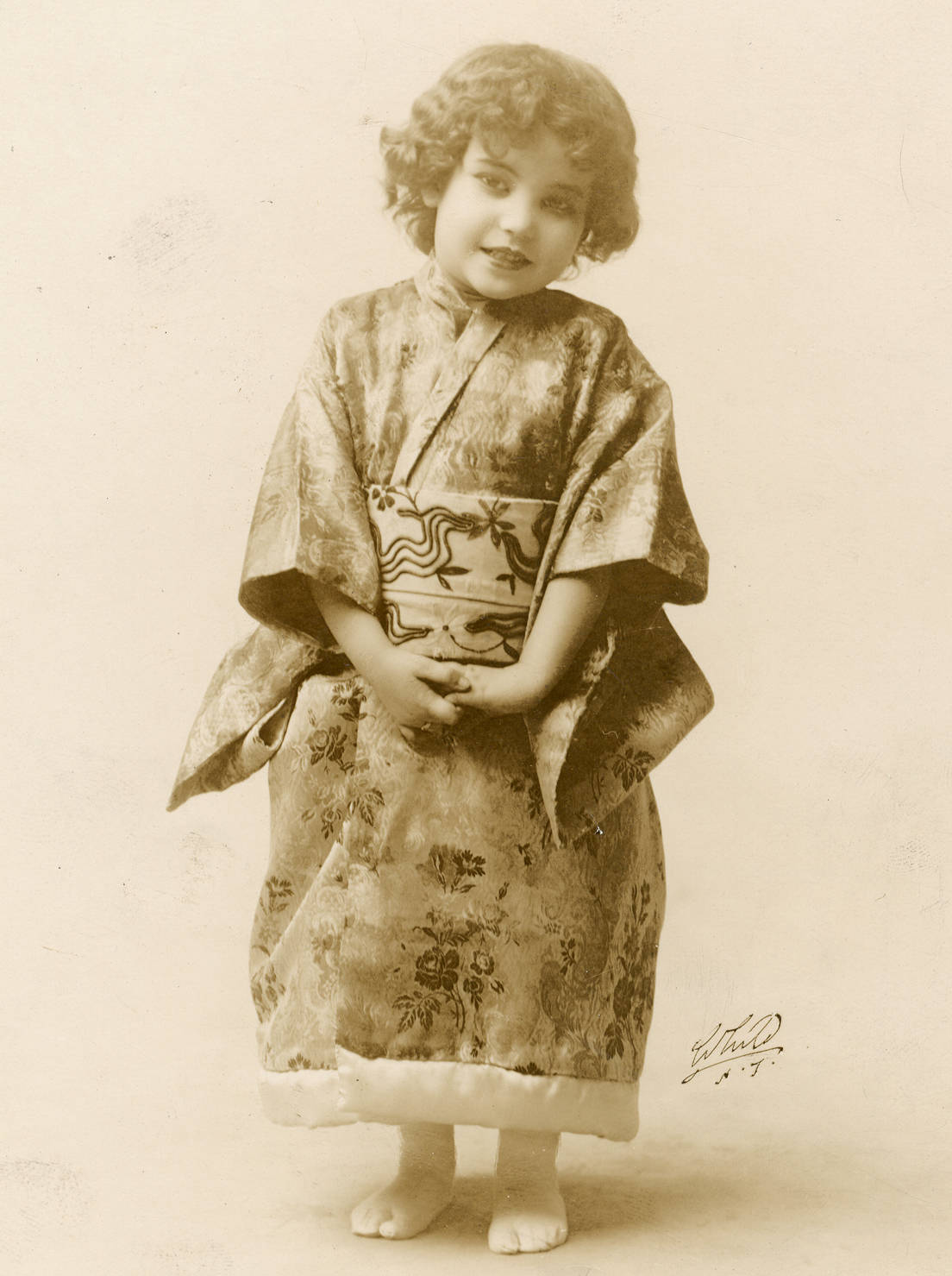
Ynez Seabury en 1912

Nació el 26 de junio de 1907  en Portland, Oregón, hija de los actores Charlotte y Forrest Seabury.  Su padre era un destacado actor de teatro de Oakland, California, y descendiente directo de Samuel Seabury,  mientras que su bisabuelo materno, Louis Mario Peralta, uno de los fundadores de la ciudad de Oakland, fue enviado a San Francisco desde su país natal, España por el rey Carlos III. 
Seabury tuvo una infancia itinerante debido a las carreras de sus padres como artistas teatrales.  A los dos años, Seabury ganó el premio al "Bebé más bonito" en el espectáculo para bebés Scranton Times en el Luna Park. 

### Carrera

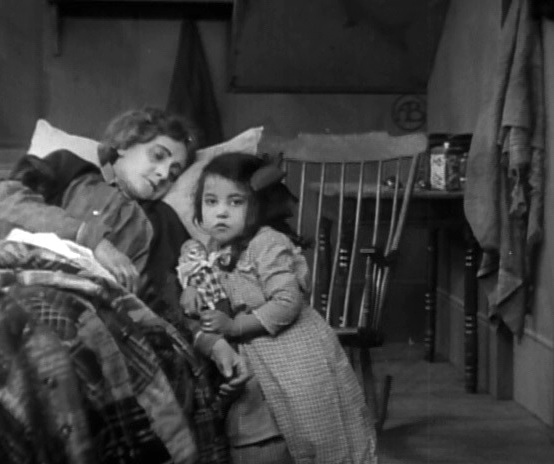
Seabury (derecha) con Kate Bruce en The Sunbeam (1912).

Seabury actuaba en películas a la edad de 4 años, debutando como la pequeña Kathy en The Miser's Heart (1911) de D. W. Griffith. Seabury apareció en numerosas películas para Griffith de 1911 a 1912, incluidas Una mujer despreciada, La voz del niño, La estratagema de Billy, Para su hijo, El rayo de sol, Un collar de perlas y La raíz del mal. En 1912, hizo su debut en Broadway en la obra Racketty-Packetty House.  En junio de 1912, Seabury apareció junto a su padre en una producción teatral con sede en Portland de Madame Butterfly para la Baker Stock Company. 
Debido a sus rasgos más oscuros, Seabury fue elegida con frecuencia para papeles étnicos, interpretando a italianas y nativas americanas. En 1924, interpretó a una mujer nativa en Red Clay (1924), una película protagonizada por William Desmond y Albert J. Smith. La trama se construyó en torno a la educación de una india y su posterior ostracismo social. En su papel de doncella india, la señorita Seabury fue aclamada por la "muy fina calidad emocional" de su trabajo.
En marzo de 1928, participó en His Blossom Bride, un drama romántico de teatro producido por Richard Walton Tully, estrenado en la ópera Mason de Los Ángeles en marzo de 1928. La escenografía y la iluminación de la obra mostraron un prólogo de apertura en el Desierto Pintado de Arizona y la reserva india Hopi.  Seabury adoptó a miembros de la tribu Hopi, tras interpretar a la heroína india. Seabury fue venerada por los Hopi por su comprensión de sus vidas y ambiciones.  Antes de actuar como actores de fondo en la producción, veintinueve miembros de la tribu y su jefe realizaron una gira por Los Ángeles en automóviles Cadillac y La Salle. 
El 3 de noviembre de 1928 se casó con el corredor Walter William Costello. 
En 1937, fue miembro del elenco de la dramatización de Brewster's Millions del CBS Radio Theatre, que contó con Jack Benny y Mary Livingstone.

### Años posteriores y muerte
Murió en Sherman Oaks, California, el 11 de abril de 1973. Está enterrada en el cementerio Forest Lawn Memorial Park en Glendale, California. 

## Filmografía
| Año  | Título                      | Rol                          | Director               |
| ---- | --------------------------- | ---------------------------- | ---------------------- |
| 1911 | The Miser's Heart           | Little Kathy                 | D. W. Griffith         |
| 1911 | A Woman Scorned             | The Doctor's Child           | D. W. Griffith         |
| 1911 | The Voice of the Child      | The Child                    | D. W. Griffith         |
| 1912 | Billy's Stratagem           | Billy's Sister               | D. W. Griffith         |
| 1912 | For His Son                 | Child at Soda Fountain       | D. W. Griffith         |
| 1912 | The Sunbeam                 | Little Sunbeam               | D. W. Griffith         |
| 1912 | A String of Pearls          | Italian Shoemaker's Daughter | D. W. Griffith         |
| 1912 | The Root of Evil            | Granddaughter                | D. W. Griffith         |
| 1923 | Slander the Woman           | Indian Girl                  | Allen Holubar          |
| 1923 | Thundergate                 | Mey Wang                     | Joseph De Grasse       |
| 1924 | Borrowed Husbands           | Uncredited                   | David Smith (director) |
| 1924 | When A Girl Loves           | Fania                        | Victor Halperin        |
| 1925 | The Calgary Stampede        | Neenah                       | Herbert Blaché         |
| 1925 | Ship of Souls               | Annette Garth                | Charles Miller         |
| 1927 | Red Clay                    | Minnie Bear Paw              | Ernst Laemmle          |
| 1929 | Dynamite                    | Mrs. Johnson's daughter      | Cecil B. DeMille       |
| 1930 | Madam Satan                 | Babo                         | Cecil B. DeMille       |
| 1932 | The Drifter                 | Yvonne                       | William A. O'Connor    |
| 1936 | The Invisible Ray           | Celeste                      | Lambert Hillyer        |
| 1938 | The Girl of the Golden West | Wowkle                       | Robert Z. Leonard      |
| 1940 | North West Mounted Police   | Mrs. Shorty                  | Cecil B. DeMille       |

## Otras lecturas
- Los Angeles Times, "From Old Family", 2 de diciembre de 1925, página III 17.
- Los Angeles Times, "Los años retroceden para el actor de teatro", 12 de mayo de 1927, página A9.
- Los Angeles Times, "Tully Drama Is Polished", 18 de marzo de 1928, página C13.
- Los Angeles Times, "Brewster's Millions", 15 de febrero de 1937, página A15.